# У затвору
У затвору је југословенски филм из 1985. године, који је режирала Гордана Бошков.

## Радња
Млада интелектуалка је начелница женског затвора у провинцијском месту. Она је разведена и има кћеркицу о којој се брине њена мајка. Њен приватни живот представља одраз свих проблема и сукоба у крутој малограђанској средини.

## Улоге
| Глумац                   | Улога           |
| ------------------------ | --------------- |
| Дара Џокић               | начелница Вида  |
| Велимир Бата Живојиновић | управник        |
| Драгомир Бојанић Гидра   | Благоје         |
| Злата Нуманагић          | Борка           |
| Снежана Савић            | Олга Папић Цаца |
| Љиљана Седлар            | Марија Станић   |
| Љиљана Јанковић          | надзорница Вера |
| Маја Димитријевић        | Анђела          |
| Радмила Живковић         | Ђина/Жаклина    |
| Елизабета Ђоревска       | Маја            |
| Оливера Марковић         | Видина мајка    |
| Томанија Ђуричко         | Томанија        |
| Даница Максимовић        | Зага            |
| Наташа Иванчевић         |                 |
| Милан Штрљић             | Пеђа            |
| Иван Бекјарев            | Веља            |
| Миодраг Петровић         | Славко          |
| Олег Видов               | Слободан        |
| Марјан Сриенц            |                 |
| Ирена Просен             | Љубица          |
| Бранка Милачић           | дете Весна      |
| Горјана Јањић            |                 |
| Зоран Стојиљковић        |                 |
| Мирјана Вачић            |                 |
| Бата Радуловић           |                 |
| Ванеса Ојданић           |                 |
| Бисерка Реџић            |                 |
| Босиљка Реџић            |                 |